# Ciutat fenícia de la Fonteta
La ciutat fenícia de la Fonteta és un jaciment arqueològic situat al paratge de les Dunes de Guardamar, dins el terme municipal de Guardamar del Segura (Baix Segura), a poc més d'un quilòmetre del centre de la vila i just al sud de la desembocadura del riu Segura. El jaciment consisteix en una instal·lació portuària fenícia de grans dimensions que configura un entorn urbà que gairebé va poder comprendre vuit hectàrees i que constitueix un dels assentaments més importants per la comprensió de l'expansió del món fenici a la Mediterrània Occidental, principalment gràcies a la gran monumentalitat i a l'òptim estat de conservació que l'arena de l'entorn ha donat al jaciment. Adjacent a aquestes restes n'hi ha unes altres d'època medieval corresponents a un ribat musulmà: la Ràbita Califal de les Dunes de Guardamar del Segura.
Es tracta d'un assentament colonial fenici establert a la segona meitat del segle viii aC i abandonat cap a final del segle vi aC. En una primera fase, a mitjan segle viii aC, l'assentament el conformaven estructures provisionals o informals de tipus residencial i també artesanal metal·lúrgic. Com a hipòtesi per la tria del lloc com a establiment colonial s'ha proposat l'interès per l'explotació de salines per la fabricació de salaons. Cap a final del segle i al llarg del segle vii aC l'urbanisme esdevé més formal i es configura a partir d'habitatges pluricel·lulars de tàpia i maçoneria, amb presència també d'activitats artesanals i metal·lúrgiques. Cap al final del segle es fortifica la població, cosa que comportà l'abandonament d'espais residencials i artesanals; les característiques de la construcció suggereixen que la fortificació fou una obra d'urgència, tal vegada relacionada amb conflictes polítics amb la població local, atès el seu caràcter monumental. En una darrera fase, durant la segona meitat del segle vii aC, es constata l'adossament d'habitatges a la murada. L'abandonament definitiu del lloc se situa entorn de la primera meitat del segle vi aC.
L'establiment d'aquesta colònia fenícia al Baix Segura degué de gran importància. Per una banda, l'assentament fou capital pel que fa a l'abastiment i la producció d'argent, bronze i ferro de la zona, fins al punt de situar-se a la base de l'estratègia econòmica del comerç fenici occidental. Per altra banda, la ciutat fenícia de la Fonteta degué conformar un dels centres irradiadors de cultura fenícia entre la població ibèrica indígena, que comportà l'inici del període orientalitzant que configurà la societat ibèrica de l'edat del ferro, molt influïda per fenicis (i també grecs) en la seva arquitectura, cultura material, creences...
La fortificació constitueix una obra defensiva d'estil purament occidental que demostra, per una banda, una gran perícia tècnica, però també un coneixement excel·lent de les particularitats geofísiques de les terres del Baix Segura, que són molt sensibles als fenòmens sísmics. Les solucions tècniques incorporades en la construcció d'aquesta fortificació són de gran interès per l'estudi de l'arquitectura del mil·lenni I aC atesa la seva gran eficàcia i el fet que resulten poc conegudes en els registres arqueològics dels jaciments d'òrbita fenícia.
El jaciment ofereix un dels repertoris de ceràmica fenícia més complets de la Mediterrània occidental. Entre les troballes materials s'ha recuperat un ampli repertori tipològic de ceràmiques fenícies: àmfores; plats, llumenets de vernís roig, etc. Cal destacar l'aparició de ceràmica grega arcaica i altres objectes rituals com ara ous d'estruç, ivori i escarabeus.
Un dels majors valors arqueològics del jaciment són les aportacions fetes al coneixement sobre la colonització i el període orientalitzant a les costes ibèriques, que comportà l'ampliació dels enfocaments teòrics i metodològics emprats en l'estudi dels processos històrics pel que fa a interacció entre poblacions indígenes i fenicis. Els resultats obtenguts confirmen la diversitat, riquesa i complexitat del món ibèric sud-oriental, a la frontera amb la zona tartèssia. Les conseqüències que tengué sobre la població indígena ibèrica aquest intercanvi cultural marquen l'inici d'un període orientalitzant amb conseqüències en l'arquitectura, la tècnica i l'artesania, la iconografia, la cultura material i el món de les creences espirituals.